# Pandemonium (festival)
Pour les articles homonymes, voir Pandemonium (homonymie).
Pandemonium, et sa version en plein-air Pandemonium Festival, est un événement néerlandais de techno hardcore et gabber organisé par l'organisateur d'événements Cyndium.

## Histoire
Pandemonium est fondé en 2004. Le festival fête ses dix ans d'expérience lors d'une soirée au Sporthallen Zuid d'Amsterdam, le 6 décembre 2014. De nouvelles dates sont programmées en 2015, dont une première édition hors des frontières néerlandaises, à Brescia, en Italie. Pandemonium organise sa 20e édition en 2017. 
Le festival annonce son édition 2024 célébrant ses 20 ans d'existence,.

## Programmations
| Date            | Lieu               | Pays     | Nom                        | Participants | Réfs  |
| --------------- | ------------------ | -------- | -------------------------- | --- | ----- |
| 31 octobre 2015 | Eventhalle, Bülach | Suisse   | Pandemonium - Switzerland  | - Area 1 (millenium hardcore, hardcore) : Ophidian vs. D-Passion, The Viper, Meccano Twins, The Wishmaster, Lunatic & Miss Hysteria, A-Kriv vs. Wars Industry, Pandorum, Apathy vs Core Kracker, DMS vs Devran, Skullfuck ; animé par MC Axis & MC Jeff. - Area 2 (early hardcore) : Rob Gee, Panic, Dione, Lem-X, Style vs. Painbringer, Dano, Dark Headz, Giuly, JNS, Splitted Mind : animé par MC Da Mouth of Madness & MC Axis. - Area 3 (frenchcore, terror) : The Speed Freak, Randy vs Sirio, Progamers, X-Mind, Jonny Napalm, Lethal Injection vs. Dawnbreaker, D.O.M., Underground Vandalz, Desasta Masta, Mycotoxine, Batch, E.X.E.C.U.T.E., Mooviz. - Area 4, Pandemonium Swiss Allstars : Damon, Taylan, The Scriptor, Neokrome, Noctua, Razthard, Mindfulness | [ 5 ] |
| 5 décembre 2015 | Sporthallen Zuid   | Pays-Bas | Pandemonium - The Religion | - Area 1 : Pandemonium (early rave et early hardcore) : Lady Dana vs. Promo, Frantic Freak, Miss Zelda, Rob Gee vs. Delta 9, The Outside Agency vs. Ruffneck, Vince vs. Buzz Fuzz, Leviathan vs. Painbringer, DJ Bike vs. Cek vs. Placid K (D-Boy Set), Hitmachine (live), The Dark Identity (live) ; animé par MC Axys & MC Da Mouth of Madness. - Area 2 : Paradox (millenium hardcore) : Ophidian vs. Miss Hysteria, The Viper, Unexist vs. DaY-már vs Tieum, Catscan, Tommyknocker vs. The Stunned Guys vs. Nico e Tetta, Pandorum, Art of Fighters vs. Anime vs. Amnesys, Amada, Synapse vs. Sei2ure ; animé par MC Jeff & MC Axys. - Area 3 : Nocturnal (frenchcore) : The Speed Freak, Radium vs. The Braindrillerz, Hungry Beats (live), The Sickest Squad, Randy vs. Sirio, Marcus Decks (live), Johnny Napalm, Progamers, Zyklon vs Mycotoxine - Area 4 : Falcon (uptempo) : F.Noize vs. Spitnoise, N-Vitral, Wars Industry, Andy the Core vs. Meccano Twins, The Punisher, Aggressive vs. Cryogenic, Bartoch vs. Dave Dope, Hardbouncer vs. Repix, Accuser - Area 5 : Chamber of Terror (early terror et terror) : Noisekick, Drokz vs. Mithridate, The Destroyer, Akira, The Kotzaak Klan, Deterrent Man, Tripped, Srb, Dano (hommage à Liza 'N' Eliaz), Speedfolter vs. The Hitman. - Area 6 : Square 1 - présenté par Toxic Sickness Radio (mix styles) : DJ Stylo vs. Putty, Ruffryder, The Cambion, Terminal & Vavanculo, The Raver vs. Tha Nouky, Eddy Hardcore, Hades, Black Mamba vs. Unix-Clan, vainqueur du concours de DJing. | [ 6 ] |